# Auxon-Dessous
Auxon-Dessous is een plaats en voormalige gemeente in het Franse departement Doubs in de regio Bourgogne-Franche-Comté en telt 1096 inwoners (1999). De plaats maakt deel uit van het arrondissement Besançon en de gemeente Les Auxons.

## Geografie
De oppervlakte van Auxon-Dessous bedraagt 6,3 km², de bevolkingsdichtheid is 174,0 inwoners per km². Nabij de plaats ligt spoorwegstation Besançon Franche-Comté TGV.
De onderstaande kaart toont de ligging van Auxon-Dessous met de belangrijkste infrastructuur en aangrenzende gemeenten.

## Demografie
Onderstaande figuur toont het verloop van het inwonertal (bron: INSEE-tellingen).